# Autophila cerealis
Autophila cerealis là một loài bướm đêm trong họ Erebidae.